# Медаль «Памяти героев Отечества»
Меда́ль «Памяти героев Отечества» — ведомственный знак отличия Министерства обороны Российской Федерации. Учреждена Приказом Министра обороны Российской Федерации № 35 от 26 января 2015 года «Об учреждении медали Министерства обороны Российской Федерации „Памяти героев Отечества“».

## Положение о медали
Медалью награждается личный состав Вооруженных Сил Российской Федерации за:
- высокие достижения в области развития военной истории и гуманитарного знания;
- реализацию важных общественных проектов историко-патриотической направленности.

Медалью также награждаются другие граждане Российской Федерации и иностранные граждане, оказывающие содействие в решении задач, возложенных на Вооруженные Силы Российской Федерации.
Награждение медалью производится:
- в отношении личного состава Вооруженных Сил Российской Федерации — приказом статс-секретаря — заместителя Министра обороны Российской Федерации;
- в отношении граждан Российской Федерации и иностранных граждан — приказом Министра обороны Российской Федерации.

Медаль (лента медали) носится в соответствии с Правилами ношения военной формы одежды и знаков различия военнослужащих Вооружённых Сил Российской Федерации, ведомственных знаков отличия и иных геральдических знаков, учреждённых в установленном порядке.

## Описание медали
Медаль — из металла золотистого цвета, имеет форму круга диаметром 32 мм с выпуклым бортиком с обеих сторон.
На лицевой стороне медали: в центре — рельефное изображение трех воинов различных исторических эпох Российского государства и дубовых ветвей, в центре которых — пятилучевая звезда, под ними.
На оборотной стороне медали: в центре сверху — рельефное одноцветное изображение эмблемы Министерства обороны Российской Федерации (увенчанный короной двуглавый орел с распростертыми крыльями. В правой лапе орла — меч, в левой — дубовый венок. На груди орла — треугольный, вытянутый книзу щит со штоком, восходящим к короне. В поле щита — всадник, поражающий копьем дракона), под ней — рельефная надпись в две строки: «Памяти героев Отечества», по кругу — рельефная надпись: в верхней части — «МИНИСТЕРСТВО ОБОРОНЫ», в нижней части — «РОССИЙСКОЙ ФЕДЕРАЦИИ».
Медаль при помощи ушка и кольца соединяется с пятиугольной колодкой, обтянутой шелковой муаровой лентой шириной 24 мм. С правого края ленты оранжевая полоса шириной 10 мм, окаймленная справа черной полосой шириной 2 мм, левее — оранжевая полоса, окаймленная с двух сторон черными полосами шириной 2 мм.

## Семантика медали
Элементы медали символизируют:
- воины различных исторических эпох Российского государства и пятилучевая звезда (символ защиты, высоких идеалов и свершений) — мужество и отвагу участников войн и вооруженных конфликтов различных эпох Российского государства;
- дубовые ветви (символ славы, почета и награды) — верность воинскому и служебному долгу;
- эмблема Министерства обороны Российской Федерации и оранжевая полоса ленты медали, окаймленная черной полосой, — принадлежность медали к системе знаков отличия Вооруженных Сил Российской Федерации;
- оранжевая и черная полосы ленты медали (цвета георгиевской ленты) — предназначение медали для награждения за высокие достижения в области развития военной истории, гуманитарного знания и реализацию важных общественных проектов историко-патриотической направленности.

## Награждённые медалью
- Награждённые медалью «Памяти героев Отечества»